# Wolfgang Zdral
Wolfgang Zdral (Neurenberg, 1958) is een Duits schrijver en journalist.

## Biografie
Hij groeide op in Opper-Beieren en studeerde economie, politiek en communicatiewetenschap. Later studeerde hij af aan de Deutsche Journalistenschule. Hij heeft gewerkt voor publicaties Wirtschaftswoche en Capital. Hij woont in München.

## Werken
- Spekulieren wie die Profis. Die besten Anlagestrategien der Welt, 2000
- Erfolgreich investieren am Neuen Markt. Das Praxisbuch für Einsteiger, 2000
- Arbeit… Auszeit… Ausstieg, 2002
- Der finanzierte Aufstieg des Adolf H, 2002
- Die Lederhosen AG. Was Sie schon immer über den FC Bayern wissen wollten, 2004
- Die Hitlers. Die unbekannte Familie des Führers, 2005
- Tartufo. Roman, 2007
- Tartufo Mortale. Roman; Leonardos zweiter Fall, 2008

### Documentaires
- Die Hitlers. Eine Familiengeschichte 2005